# Formalismo (economía)
El Formalismo o simplemente los formalistas, dentro de los estudios de economía social, es una corriente que para formular su propia definición de economía, adoptan la postura de la economía marginalista, cuyo representante es Lionel Robbins y la define como «...la ciencia que estudia el comportamiento humano como una relación entre fines y medios escasos que tienen usos alternativos» (Robbins, 1935: 16).

## Contexto
El principal objetivo de las primeras escuelas de antropología económica fue definir qué es la economía, y entenderla como un hecho universal, alejándose de los postulados de Adam Smith y David Ricardo en el siglo XIX. 
En las décadas posteriores a la Primera Guerra Mundial, comenzaron a verse los primeros debates al respecto: 
1. Los debates entre primitivistas y modernistas.
2. Los debates entre formalistas y sustantivistas.
3. Englobando estas teorías, el macrodebate entre las corrientes de pensamiento del idealismo y el materialismo.

En este segundo debate, los autores fueron coetáneos y convivieron desde 1930 hasta 1950 aproximadamente. La polémica entre formalistas y sustantivistas puede observarse en los números de la revista antropológica “Current Anthropology” de aquellos años.

## Características
Los formalistas se basaron en tres pilares clave: 
1. Toda actividad económica trata de dar respuesta a la escasez de medios, que son limitados, para hacer frente a las necesidades humanas, que son ilimitadas. Para ello, cada sociedad diseña una estrategia concreta.
2. Toda respuesta económica es una adaptación al medio (natural o social) y siempre será de carácter racional, ya que trata de combinar lo mejor posible los bienes escasos para alcanzar unos fines, optimizando resultados. Los resultados son alternativos, ya que cada sociedad puede tener unos fines distintos.
3. El mercado es la institución económica por excelencia, puesto que proporciona el contexto social más favorable para el ejercicio de la actividad económica. Por tanto, aunque sea la "institución económica idónea", no es la única.

## Tesis formalista
La economía es el estudio de los distintos comportamientos humanos que tratan de combinar lo mejor posible los medios escasos presentes en cada grupo humano para alcanzar unos fines específicos. Así pues, toda sociedad tiene que ahorrar medios para conseguir esas necesidades, las cuales se satisfacen de maneras alternativas. Se ha de elegir una opción y en la opción está el comportamiento económico (racional). Esto significa que toda sociedad intenta maximizar sus medios: conseguir el máximo con el mínimo esfuerzo. Máximo beneficio con menor coste. Según este principio formalista de maximización, la opción que se tome será siempre la mejor en cada caso. Por ejemplo, hay sociedades a las que les interesa permanecer como cazadores-recolectores e intercambiar productos con vecinos agricultores, antes que volverse ellos mismos agricultores (las opciones en definitiva son las estrategias).
Melville Herskovits es un representante de la escuela formalista y plantea la escasez como hecho universal: «En todos los pueblos la escasez es un hecho y empuja a todas las sociedades a escoger una determinada opción». 
Todas las sociedades, independientemente de su mayor o menor complejidad, se rigen por la adaptación de los medios a los fines y por la economización de esos medios para llegar a esos fines (universalidad de la economía). Para Herkovits y todos los formalistas, cualquier comportamiento intencional orientado a conseguir un fin (en este caso económico) es un comportamiento racional, o lo que es lo mismo, una opción; y esto es universal.
Raymond Firth, discípulo de Malinowski, planteó exactamente lo mismo. Es el primero en emprender el estudio de distintos tipos de organización económica, a través de dos trabajos de campo:
1. “We, the Tikopia” (1938) trata sobre los cazadores recolectores de Oceanía.
2. “The Malay Fishermen: Their Peasant Economy” (1946) describe la adaptación al medio de los pescadores malayos ante la escasez de recursos mediante una estrategia dual: son pescadores en la época de pesca, y agricultores en la de la agricultura.

La idea de economización y maximización es un hecho universal, los antropólogos formalistas extienden este análisis de las prácticas económicas a todos los comportamientos humanos e intentarán hacer una descripción de todo el comportamiento humano partiendo de la premisa de maximización.
Según la tesis formalista, estamos siempre tratando de economizar/maximizar no sólo bienes materiales, sino también la salud, el tiempo, la energía, el amor…
Robbins Burling (formalista) dice que es absurdo hablar de una institución económica, porque toda institución social tiene algo de económico, por tanto, lo económico no es un determinado comportamiento, pues en realidad afecta a todos los comportamientos del ser humano. 
Los formalistas creen que lo económico no se reduce a lo material sino que se relaciona con todo bien escaso. Enuncian por primera vez la idea de que todas las sociedades, independientemente de su nivel de complejidad, tienen economía, ya que todas tienen un comportamiento orientado hacia la racionalidad (opción). Otra aportación fundamental del formalismo es una metodología específica para estudiar lo económico: un método de cuantificación. Si se parte de la escasez, y del principio de maximización, hay que cuantificar, es decir utilizar números, medir, hacer estadísticas sobre cuánta tierra hay, cuánto se produce.

## Críticas
Fueron desarrolladas fundamentalmente por sus contemporáneos, los sustantivistas:
- ¿Es verdad que la economía es sólo comportamiento? Detrás de lo económico tiene que haber un pensamiento.
- Los formalistas se obsesionaron demasiado con la cuantificación: sacralizaron los números, desarrollaron muchas estadísticas y métodos cuantitativos, pero no respondieron a preguntas del tipo: ¿cómo se divide el trabajo? o ¿cómo se organiza el trabajo? (crítica sustantivista).

Según los sustantivistas, cuantificar debe ser sólo una parte de la explicación de lo económico, no lo único que se estudie. No sólo midiendo se explica la economía, es decir, se necesita una explicación añadida de cada estadística.
- ¿Qué es la economía? ¿Cómo la definimos? Si, como afirman los formalistas, la premisa de maximización es la base de todo comportamiento humano, si lo económico se diluye en lo social, político.[4] Es decir, si economía es todo, economía es nada.